# Дунд Джалг
Дунд Джалг (калм. Дунд Җалһ) — посёлок (сельского типа) в Яшалтинском районе Калмыкии, в составе Октябрьского сельского муниципального образования.
Население - 3 (2010)

## Название
Название посёлка производно от гидронима Джалга-Дунда, названия реки, близ которой расположен посёлок. Название калм. Дунд Җалһ можно перевести как "средняя балка" (калм. Дунд - средний, неполный и калм. Җалһ - балка; ложбина).

## История
Предположительно основан в период коллективизации. Так, на карте генштаба РККА 1941 года населённый пункт отмечен как 1-я ферма, очевидно, располагавшегося в посёлке Тавн-Толган совхоза № 105.
28 декабря 1943 года калмыцкое население было депортировано. После ликвидации Калмыцкой АССР, посёлок, как и другие населённые пункты Яшалтинского района, переименованного в Степновский, вошёл в состав Ростовской области. Возвращён в состав вновь образованной Калмыцкой АО (с 1958 года - Калмыцкой АССР) в 1957 году.
К 1989 году в посёлке проживало около 120 человек.

## География
Дунд Джалг расположен на крайнем востоке Яшалтинского района в месте наибольшего сближения рек Гашун и Джалга-Дунда (ближе к реке Гашун), на высоте 26 метров над уровнем моря. Рельеф местности равнинный, практически плоский. Почвы каштановые солонцеватые и солончаковые
По автомобильной дороге расстояние до столицы Калмыкии города Элиста составляет около 170 км, до районного центра села Яшалта - 55 км, до административного центра сельского поселения посёлка Октябрьский - 3,6 км. 
Часовой пояс
Дунд Джалг, как и вся Республика Калмыкия, находится в часовой зоне МСК (московское время). Смещение применяемого времени относительно UTC составляет +3:00.

## Население
| 2002 | 2010 |
| ---- | ---- |
| 40   | ↘3   |

Национальный состав
Согласно результатам переписи 2002 года большинство населения посёлка составляли кумыки (51 %) и чеченцы (41 %)

## Социальная инфраструктура
Социальная инфраструктура не развита. Ближайшие учреждения культуры (клуб, библиотека), образования (средняя школа, детский сад) расположены в административном центре сельского поселения - посёлке Октябрьский. Медицинское обслуживание жителей посёлка обеспечивают фельдшерско-акушерский пункт в посёлке Октябрьский и Яшалтинская центральная районная больница. 
С административным центром сельского поселения посёлком Октябрьский Дунд-Джалг связан просёлочной автодорогой без твёрдого покрытия.